# Saline Conow
Die Saline Conow war eine Saline in Südwestmecklenburg im Ortsteil Conow der Gemeinde Malliß im Landkreis Ludwigslust-Parchim.
Diese Saline wurde erstmals am 28. August 1307 urkundlich erwähnt. Herzog Rudolf I. von Sachsen-Wittenberg hatte sie – kurz nach der Inbesitznahme des Landes Dömitz – den Nonnen des Klosters Eldena geschenkt, auf dessen Besitzungen die Salzquelle entdeckt worden war. Diese Schenkung erfolgte unter der Maßgabe, dass ein Drittel des Ertrages dem Herzog zufließe und sich das Kloster noch mehr erkenntlich zeige, wenn „das Salzwerk Ansehen und Bedeutung gewinnen und mit Recht den Namen Saline führen werde“. Kriegshandlungen, Brände, verschiedene Besitzwechsel und das unterschiedliche Geschick der verschiedenen Salinisten gestalteten die fast 450-jährige Geschichte der Saline Conow wechselvoll.

## Geschichte
Geschichtsforscher gehen davon aus, dass schon seit Jahrhunderten in Mecklenburg Salinen betrieben wurden. Wo genau, wurde bislang noch nicht umfassend ermittelt. Auch Angaben zum eigentlichen Betrieb und Ertrag der Salinen werden erst seit dem Anfang des 16. Jahrhunderts überliefert.
Den eigentlichen Solbetrieb der Saline Conow verpachtete das Kloster Eldena an verschiedene Salinisten. Im Jahre 1461 gab das Kloster die Saline dem Sülzer Heinrich Sasse sogar in Erbpacht. Aus einem Beschwerdeschreiben der Priorin Antonia von Winterfeld vom 30. Juni 1527 geht hervor, dass in der Folge (wahrscheinlich 1527) – ohne Wissen des Klosters – die Saline für 100 Gulden an den Herzog Heinrich den Friedfertigen verkauft wurde. „Zwar protestirte das Kloster gegen die Veräußerung des Salzwerkes, weil es Eigenthum des Klosters sei; aber die Klagen waren schon ohnmächtig, denn die Reformation brach mit heftigen Stürmen in das Land, wenn sie auch das Kloster noch lange Zeit verschonte, obgleich die Nonnen schon im J. 1535 mit Sehnsucht einen evangelischen Prädicanten verlangten“. 
Dieser niedrige Kaufpreis von 100 Gulden spricht dafür, dass die Saline zu diesem Zeitpunkt verfallen war. Herzog Heinrich war nun bemüht, sie wieder in Betrieb zu setzen. In seinem inhaltsreichen Memorial, das in das Jahr 1527 zu setzen ist, spricht er von der Aufrichtung des neuen Brunnens aus dem alten. Er kümmert sich um die notwendigen Gerätschaften, wie Pfannen und Salztonnen, um die Anfuhr des Holzes und die Salzherstellung. Der Solebrunnen sollte Tag und Nacht in Betrieb sein. Somit wollte der Herzog den höchstmöglichen Ertrag erzielen.

### Die Betriebsperioden der Saline
Am 24. August 1527 wurde der Bau des neuen Salzbrunnens in Gegenwart des Herzogs begonnen, und bereits am 26. August begann man mit dem Sieden. Am 6. September konnten schon acht „Wannen“ Salz für die Hofhaltung nach Schwerin gesandt werden.
Am 27. Oktober 1527 nahm der Herzog den Salzsieder Jürgen Rosenburg auf 1/4-jährliche Kündigung in Dienst mit einem Lohn von wöchentlich 1 Gulden, freier Kost und Bier und jährlich einem Kleid. Es ist anzunehmen, dass das Unternehmen sich zuerst als rentabel erwies, denn am 15. Juni 1528 wurde die Erbauung eines größeren Werkes an der gleichen Stelle von Herzog Heinrich in seines und seines Bruders Albrechts Namen dem Zimmermeister Hans Kuchler übertragen, dem zehn Knechte zur Verfügung gestellt wurden. Nach Ablauf eines Jahres, am 14. Juni 1529, war der Bau vollendet.
Inzwischen hatte vonseiten des Herzogs von Lüneburg Opposition gegen die Salzherstellung in Mecklenburg eingesetzt. Lüneburg fürchtete anscheinend die Konkurrenz und den Verlust des Absatzgebietes Mecklenburg. Aber im Februar 1541 erließ Kaiser Karl V., wohl auf Ansuchen der mecklenburgischen Herzöge, einen Befehl an den Herzog von Lüneburg, den Herzog Albrecht von Mecklenburg in seinem Unternehmen nicht zu stören.
Da die Saline durch wildes Wasser nicht den nötigen Ertrag erzielte, übergaben die Landesherren sie am 20. Mai 1543 dem Salinenverwalter Jürgen Rose zur Wiederaufrichtung und Verwaltung, jedoch unter der Bedingung des Rückkaufes für 1000 Gulden. Diese Art der Verwaltung erwies sich auch nicht als glücklich, da viele Unregelmäßigkeiten vorkamen. Schließlich wurde die Saline am 1. September 1546 durch Feuer vernichtet. Sofort plante man den Wiederaufbau, worüber dem Herzog Bericht erstattet wurde. Man versprach, dass bereits Mitte November die Saline wieder fertiggestellt sein sollte.
Im Jahre 1572 – bei der Entdeckung des Alaunberges bei Eldena – wurde man wieder auf die Saline bei Conow aufmerksam, und Herzog Ulrich schenkte die Benutzung derselben seinem Rentmeister Gabriel Brüggmann. Die Saline war noch bis 1584 weiter in Betrieb.
Am 26. April 1579 erhielt der Salzsieder Hermann Wilcken, der den Sommer über auf der Sülze zu Conow gearbeitet hatte, 8 Gulden. Sogar auswärtige Sachverständige wurden hinzugezogen. So erhielt ein Lübecker am 29. August des gleichen Jahres 2 Gulden und 16 Schillinge. Am 26. März 1584 bekam ein Salzsieder aus Halle, der im Auftrag des Herzogs sein Gutachten über die Saline abgeben sollte, 1 Gulden und 8 Schillinge und am 13. April 8 Gulden.
Weiteres Archivgut über die Saline zu Conow wurde bis dato nicht aufgefunden. Es muss also angenommen werden, dass der Salinenbetrieb am Ende des 16. Jahrhunderts (1573?) nach mannigfachen Versuchen der Herzöge, diesen trotz weiterer Brände und anderer Schwierigkeiten wieder aufzurichten und Erträge aus demselben zu erzielen, wegen Unrentabilität einging.
Am 25. Juli 1652 wird der aus Güstrow stammende Jacubus Arends durch Herzog Adolf Friedrich mit der Leitung der etwa seit 1573 brachliegenden Saline Conow beauftragt. Jacubus Arends hatte das Salinenhandwerk auf der Saline Sültze bei Güstrow erlernt. Zur Unterstützung beim Wiederaufbau und folgendem Siedebetrieb wurde ihm kurze Zeit später, am 29. September 1652, der ebenfalls aus Güstrow stammende Salzsieder Rodloff zur Seite gestellt. Mit aller Energie setzten sie das verfallene Salinenwerk wieder instand. Sie beräumten die alten, bis zu 40 Fuß tiefen Solebrunnen, errichteten ein Siedehaus mit drei Siedepfannen und bauten zur Anreicherung der nur etwa dreiprozentigen Salzsole ein Leckwerk von 500 Fuß Länge, 16 Fuß Breite und 18 Fuß Ständerhöhe.
Bereits am 17. Dezember 1652 lieferten sie das erste gesottene Salz an die herzogliche Hofküche nach Schwerin. Arends erhielt als „Salzschreiber“ jährlich 50 Reichstaler Gehalt nebst einem „Deputat aus Victualien und Naturalien, bestehend in Korn, Fleisch, Häringen, Stockfisch, Butter etc.“ Dass dies nicht viel gewesen sein kann, ist daraus zu schlussfolgern, dass Arends sich am 13. August 1653 an den Herzog mit der Bitte wandte: „um ein neues Kleid, welches bei Einrichtung des Güstrowschen Salzwerkes … von den damaligen Pensionarien desselben bei erster Lieferung des Salzes nach Stralsund auch wiederfahren“.

Die Arbeitsbedingungen auf der Saline Conow waren primitiv. In einem Bericht von 1657 heißt es: 

„Die Soole wird durch Menschenhände in den untersten Kästen des Leckwerks gepumpt, durch Menschenhände werden die in das Leckwerk gehängten Strohmatten begossen und die Soole gelangt – gewiss wenig gradirt – in die so sehr kleinen Pfannen des Siedehauses, die auf jedes Siedewerk etwa 2 bis 3 Tonnen Salz pr. 6 Scheffel ausgeben, wobei die Soole 24 Stunden in fortwährendem Kochen erhalten und dabei 2 Faden Tannen- oder Ellernholz von 8, 8 u. 4 Fuß verbrannt werden. Das Product wird aber sehr gerühmt und nach einstimmigem Urtheile aller fürstlichen Küchenbediente für besser als das lüneburgische Salz erklärt.“

Der Ertrag der Saline Conow ging ab 1658 wegen Holzmangels enorm zurück. Salzschreiber Arends wurde entlassen. Er schrieb am 17. Januar 1661 an den Herzog, dass er noch für die beiden letzten Jahre Gehalt zu bekommen hätte und danach zur Saline nach Güstrow gehen wolle. Daraufhin wurde er vor die Kammerkanzlei nach Schwerin „zur Justification seiner Rechnung“ geladen. Jacubus Arends zog es aber vor, dies nicht zu tun und verließ ohne Entschädigung Conow. Seine Spuren verlieren sich in den Annalen mecklenburgischer Bergbaugeschichte.
Im November 1659 verwaltet ein gewisser Jürgen Rykmann aus Lüneburg die Saline. Seine Erfolge sind mäßig. Er verstirbt wahrscheinlich 1671.
1672 war die Saline gänzlich verfallen.
1680 wird ein gewisser Wuesthof Salzschreiber zu Conow, aber zwei Jahre später schon wieder entlassen. Danach lässt Amtmann Crull zu Eldena die Saline nebst Brunnen aufräumen und holt aus Hamburg sogenanntes Boysalz aus Spanien zur Anreicherung der gepumpten Sole. Vermutlich wird die Saline wiederum 1689 stillgelegt.
Einen Aufschwung erfuhr die Saline Conow ab 1695 durch Baurat Paul Andrich. Am 2. September 1707 brannte jedoch der größte Teil der Baulichkeiten – der Brunnen, die Salz- und die Trockenkammer, das Mühlen- und Gradiergebäude – nieder. Die Saline wird wieder aufgerichtet. Andrich verstirbt vermutlich 1712. Denn ab dieser Zeit bis zum Jahre 1721 (?) pachtet ein gewisser Berling die Saline. Jedoch permanenter Brennholzmangel sowie billigeres, aus dem Ausland eingeführtes Salz bewirkten letztlich 1746 die endgültige Einstellung des Salinenbetriebes.

### Die erste „Sülzordnung“ von 1656
Diese „Verordnung über die Pflichten und Rechte des Dienstpersonals sowohl gegen die Herrschaft, als unter sich“ wurde am 1. Februar 1656 erlassen. Das Dienstpersonal bestand aus: einem Salzschreiber, zwei Siedern, zwei „Gießern“, zwei „Nachtpumpers“ und vier „Cossaten“, „so bei Tage pumpen.“
Die Oberaufsicht oder die „Direction des Salzwerkes“ war von 1654/57 dem Kammerdiener, später dem „Kammersecretair“ Emanuel Eichler und dem „Kanzleisecretair“ Ludwig Becker übertragen worden, die für dieses „Officium“ jeder jährlich 100 Rthlr. Gehaltszulage und eine herrschaftliche „Kalesche“ mit zwei Pferden zu ihrer Disposition erhielten. Während der zweijährigen Directionszeit der beiden Genannten wurden außer dem Leckwerk Wohnungen für die Leute errichtet und ein Zimmer für den Herzog „zum Abtreten“ gebauet, die Brunnen bedeckt, das Salzwerk mit einem Graben und Hakelwerk umgeben, drei Siedepfannen eingerichtet und zu der vierten das Blech angeschafft. Die Baukosten zur Einrichtung des Salzwerkes betrugen von 1652 bis Johannis 1655 (24. Juni) nach der Rechnung des Amtmanns Asmus Friese zu Eldena 2314 Gulden.

### Die Erträge der Saline
Aus den überlieferten Salzrechnungen aus dieser ersten Periode des Conower Salzwerkes ergibt sich nachstehende Übersicht:
Von 1654 bis 1659 wurden insgesamt 7602 Scheffel Salz gewonnen und nach Abzug aller Kosten verblieb ein Überschuss von rd. 1251 Reichstalern 33ßl.
Nach der Wiederherstellung der Saline 1697 wurden gesotten:
- 1697 120 Tonnen Salz
- 1698 319 Tonnen Salz bei einem Holzverbrauch von 272 Faden Holz
- 1699 302 Tonnen Salz bei einem Holzverbrauch von 251 Faden Holz
- 1700 196 Tonnen Salz bei einem Holzverbrauch von 282(?) Faden Holz

Das Holz stammte überwiegend aus der Lewitz und wurde über den Wasserweg (Elde) herantransportiert.
Die Ertragsrechnung des Salzverwalters Berling aus dem Jahre 1721 ergibt folgendes Bild :
140-150 Söde à 2 Tonnen = 300 Tonnen Salz à. 3 Rthlr. 24 ßl.  =  1050 Rthlr.
Ausgabe : 
- Holz zu jedem Sod 2 Faden a. 1 Rthlr.                          = 300 Rthlr.
- Siederlohn a. Sod 32 ßl.                                       = 100 Rthlr.
- Für einen Krahnenknecht, so beständig arbeitet, Lohn           =  60 Rthlr.
- 2 Pumpenknechte a. 40 Rthlr.                               =  80 Rthlr.
- 2 Treiber in den Mühlen bei den Pferden a. 30 Rthlr.           =  60 Rthlr.

Für 4 Pferde Futter auf 52 Wochen, jedes Pferd täglich 1/4 
Viertel Haber, thut 30 Drbt. 4 Scheffel, a. Scheffel 12 ßl.    =  91 Rthlr.
Einen Knecht bei den Pferden                                   =  40 Rthlr.
Für Unterhaltung der Gebäude, so in 20 Zimmern bestehen,
12 Pumpen, Ausbesserung der Pfannen                            = 120 Rthlr.
Für Licht und Schlitt a. Sod 4 ßl.                             =  12 Rthlr. 24 ßl. 
- Summe :  863 Rthlr. 24ßl.
- Einnahme  :       1050 Rthlr.
- Ausgabe   :        863 Rthlr. 24 ßl.
- Zwischensumme   =  187 Rthlr. 24 ßl.
- abzgl.Pension      110 Rthlr.
- Wäre zu gewinnen :  77 Rthlr. 24 ßl.

#### Erläuterungen
- 1 Rthlr.        = 36 lübische Schillinge (ßl.),
- 1 meckl. Fuß    = 0,291 m,
- 1 Tonne         = 4 Scheffel,
- 1 Scheffel      = 33,9 Liter,
- 1 Drömt (Drbt.) = 12 Scheffel

### Das Salinen-Inventar
Zur Ausgestaltung des Salinenwerkes im Jahre 1702 heißt es in den Überlieferungen  wörtlich:
„1) Brunnen: Ein Salzbrun auffm Hofe 40 Fueß tief mit 2 Eimern an einer Eisern Ketten, welche Ein Ochse oder Perdt durch eine Winde auf und nieder ziehet, und die auß dem Brunnen geschöpfte Sale oben 30 Fuß hoch in einer Rinnen stürtzet, daß sie durch 2 Canalen in die 2 darzu angelegt Haubt Gradirhäusern vertheilet wird, daß es hernach noch jedes 5mahl durch 2 Ochsenmühlen über die Andern Leck=Werke oder Gradir=Gebäude abgetheilet, hinwegk geführet und zur distillation auff die Matten gebracht werde. Noch sind im Felde 2 alte vormals gewesene Salzbrunnen, deren Einer mit Holz ausgesetzet 40 Fuß tief. Der Andere aber mit Steinen auffgeführet ist 20 Fuß tieff. NB. Der Herr Bau Raht hat den Steinern Brunnen noch auf 20 Fuß tieff graben und mit Holtz außfuttern lassen. Noch hat der Hr. Baw Raht eine Newe Qwelle gefunden, so bei dem Alten Brunnen vorbei gestrichen, deßfalls Er also fort Einen Newen Brunnen oder Schacht 40 Fuß tieff graben undt mit Tannen Bohlen außfuttern lassen, welcher Brunnen durch eine Stolle unten in der Tieffe zu dem alten Brunnen hineingeführet und mit Hand Eimers zu Tage gebracht und auf 800 Schritt durch Eine Röhre nach dem Saltzhofe geleitet wird. Noch vermeinet der Hr. Baw Raht, daß von diesem Brunnen die Adern weiter auffzusuchen von nöhten undt also durch einen Newen Durchschnitt eine Stolle zu machen, umb durch mehre Qwellen den Haubt=Brunnen einen Zuwachß an Sale zu Wege zu bringen.
Ein Brunn zur Küchen.
2) Gradirwerke: bestehend aus „5 Zimmer zum Leckwerk,als 1) Eins a. 11 Verbinten mit Stroh gedecket unten mittem Salboden, oben mit einer Sahl-Rinnen undt darzu behörigen Röhren. 2) Eins von 16 Verbinten mit Stroh gedeckt. 3) Eins dito von 26 Verbinten. 4) Eins dito von 14 Verbinten .5)Eins dito von 10 Verbinten .Ergibt zusammen 77 Verbinten.
3) Maschinen:
3 Hütten worin die Ochsen die Winde ziehen, die Saale auß denn Brunnen zu schöpffen undt mit Pumpen durch Röhre über alle Leckwerke zu leiten, dadurch das Wilde Waßer von der Saale gebracht undt endlich die neue Saale zum Salzsieden appliciret wird. Inwendigk sind die Leck=Werk theils mit Stroh=Matten theils mitt Busch von einander gespannet, darauff auß der obersten Sahl=Rinnen durch viele Haencken 1) die Saale tropffenweiß fällt.
4) Siedevorrichtungen:

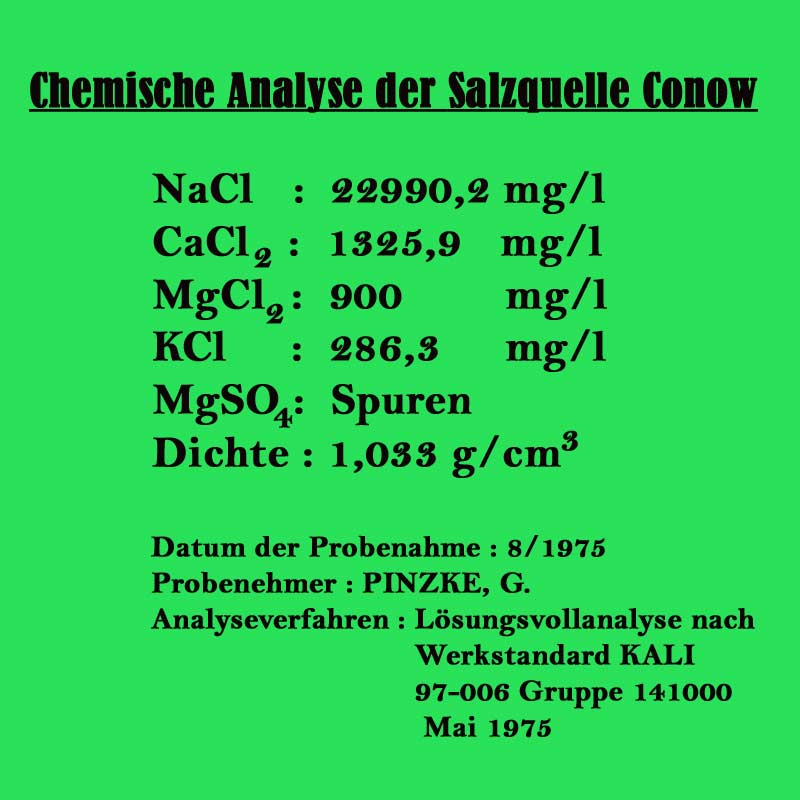
Chemische Analyse des Brunnenwassers

Das Siedehaus von 12 Verbinten mit Pfannenstein gedeckt, darin
1 Eisern Pfannen, darin schon Salz gesotten wird.
1 Eisern Pfanne, so noch erst auff die Röste des Ofen gebracht werden soll.
Die Erstere ist vorhin gantz groß gewesen, aber schon sehr uneben von der Hitze gemacht, derowegen dieselbe mitten von einander gehawen undt ein Theil zur Anwärmung, die andere zum wirklichen Saltzsieden gebraucht wirdt.
Zur Betreibung dieses Saltzwercks wird an Vieh gehalten zu bisheriger Nohtturfft:
3 Pferde
6 Ochsen.“
Soweit das alte Inventarium.

### Die Entlohnung des Salinenpersonals
Arends erhielt als Salzschreiber jährlich 50 Reichstaler Gehalt nebst einem „Deputat aus Victualien und Naturalien, bestehend in Korn, Fleisch, Häringen, Stockfisch, Butter etc.“ Der Salzsieder erhielt gleichfalls ein Deputat an Naturalien und pro Pfanne zu 2 Drömt Salz 20 Schilling Siederlohn, später (1655) pro Scheffel Salz 1 ½ Schilling Siederlohn. Die „Pumpers“ und „Leckers“, also die Arbeiter an den Eimerschöpfanlagen der Solebrunnen sowie der Gradieranlagen, erhielten pro Woche „einen Reichstaler Lohn und zwei Scheffel Acker, nebst Wiesen für eine Kuh zu zwei Fudern Heu, sowie ein Scheffel Salz, aber auch nur, solange Salz gesotten ward“.
Die Entlohnung des Salinenpersonals unter Berlings Leitung (er betrieb die Saline von 1712 bis etwa 1721) ist oben unter „Erträge der Saline“ ersichtlich.

## Die Wiederauffindung des alten Solebrunnens

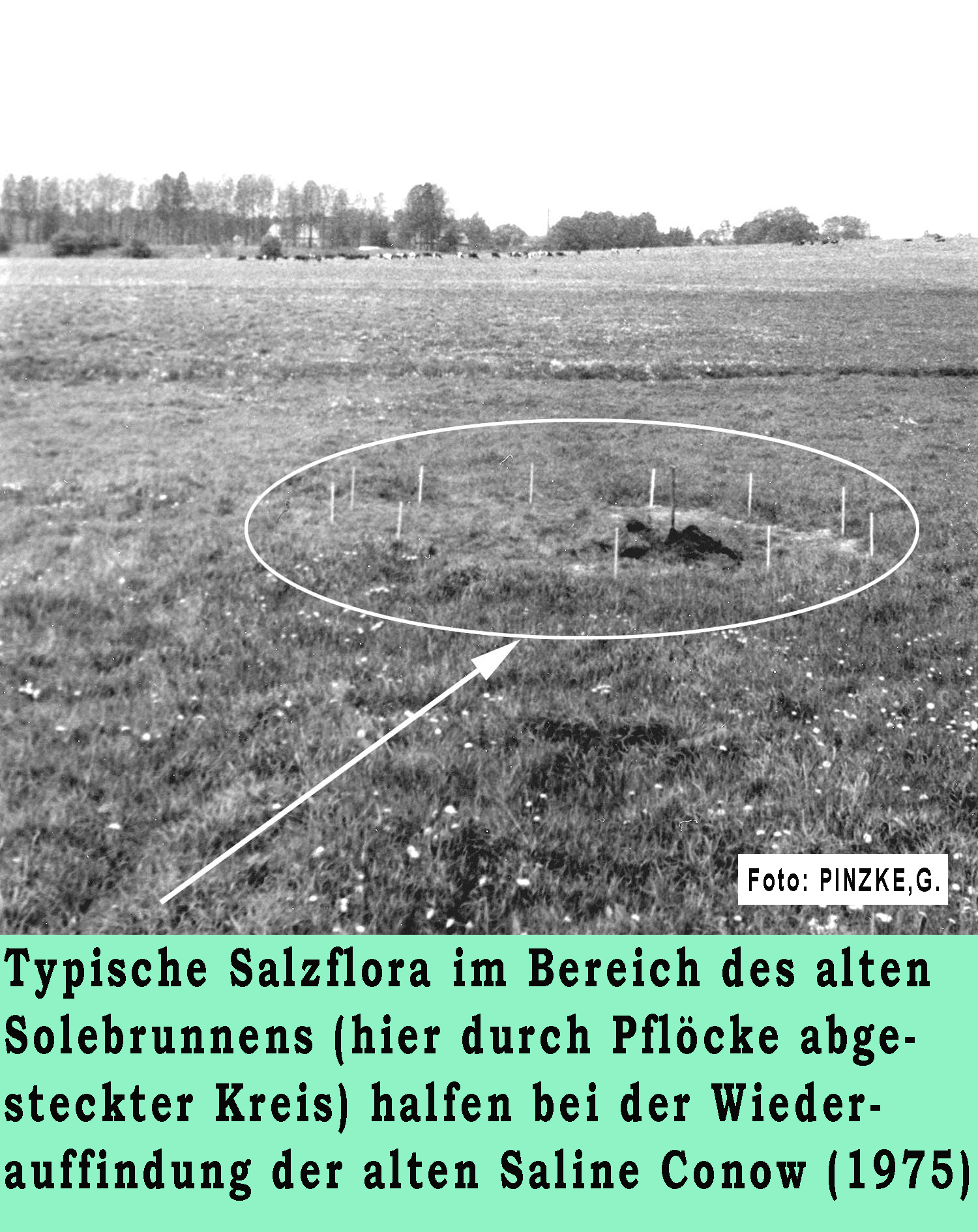
Lage des Solebrunnens der einstigen Saline Conow

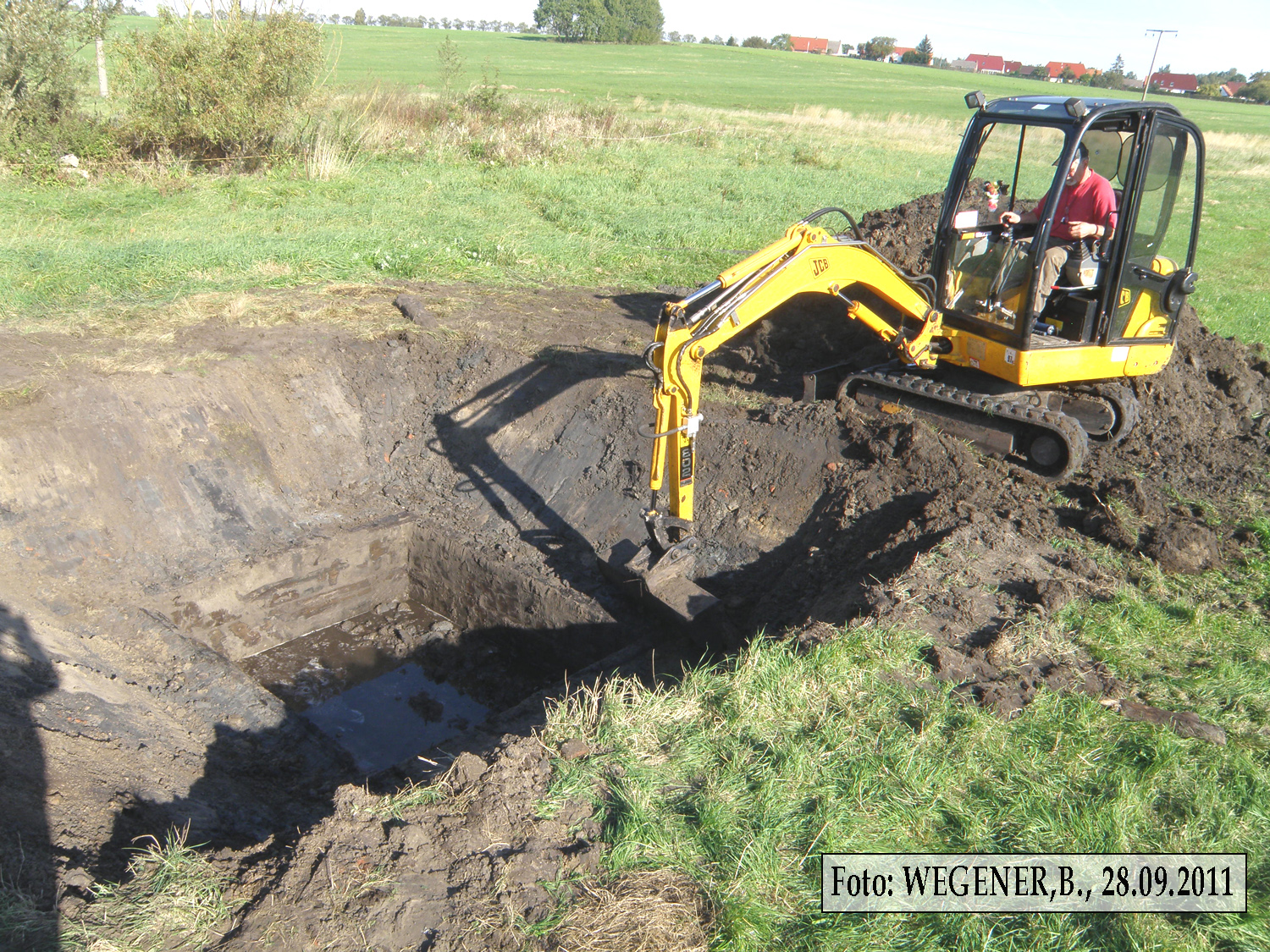
Freilegen eines alten Solebrunnens

Aus den Archivalien zum Betrieb der Saline Conow war deren genaue Lage nicht zu ermitteln. Auch Befragungen Ortsansässiger blieben bislang ergebnislos. Da entdeckten im Jahre 1975 Mitarbeiter der ehemaligen Bezirksstelle für Geologie des Rates des Bezirkes Schwerin auf einer größeren Koppel bei der Ortslage Conow anhand der typischen Salzflora einen alten Solebrunnen (siehe Foto links). In Mitte dieser etwa kreisrunden trockenen Fläche von etwa 4 m Durchmesser wurde mittels Spaten eine kleine Grube ausgehoben, welche sich sofort mit nach Salz schmeckendem Wasser füllte. Die chemische Analyse dieses Wassers zeigt die rechte Abbildung. Zweifelsfrei handelt es sich hier um einen der alten Solebrunnen.

## Die Wiedereinrichtung als geologisches Naturdenkmal

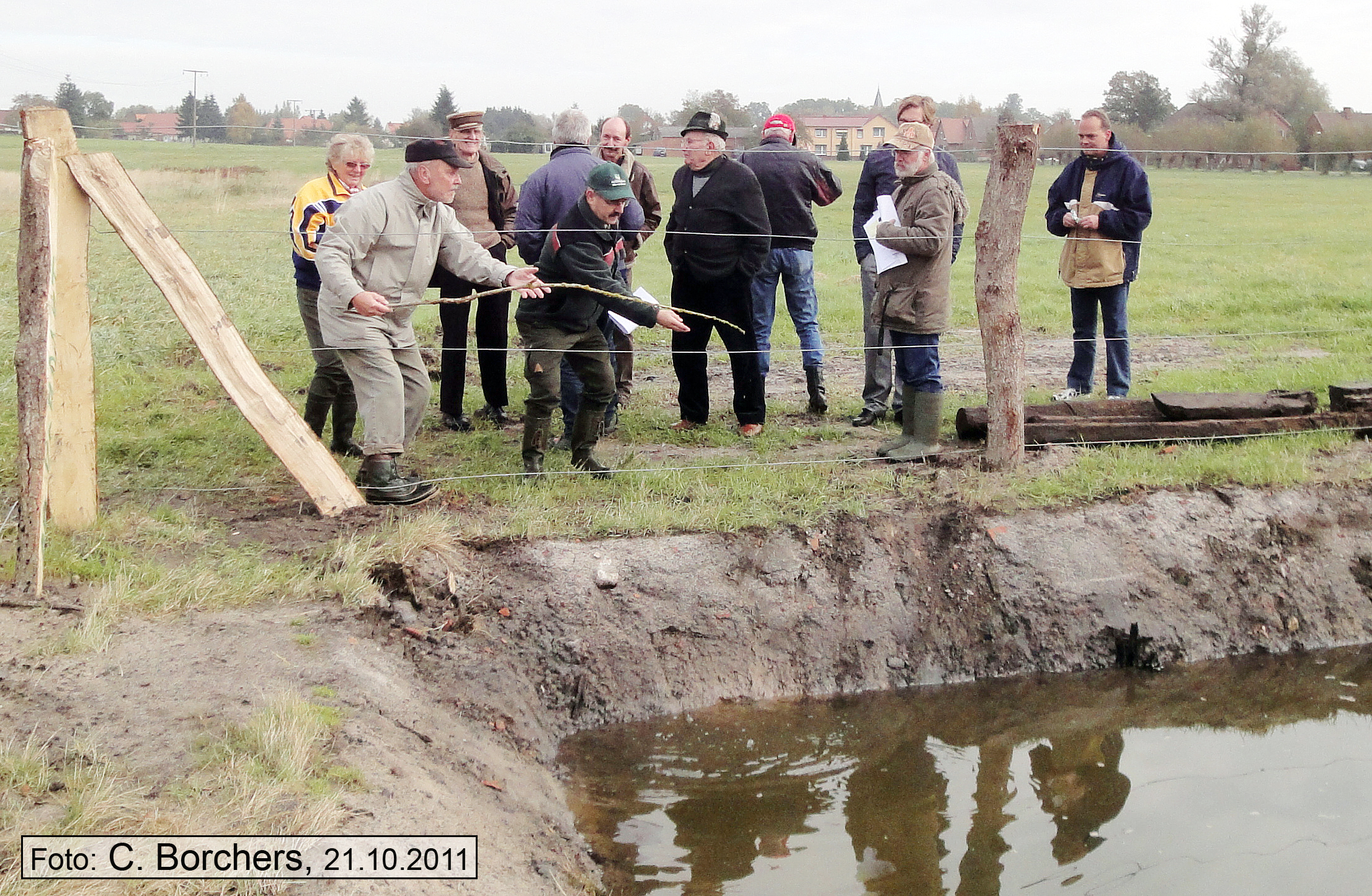
Einweihung des geologischen Naturdenkmals

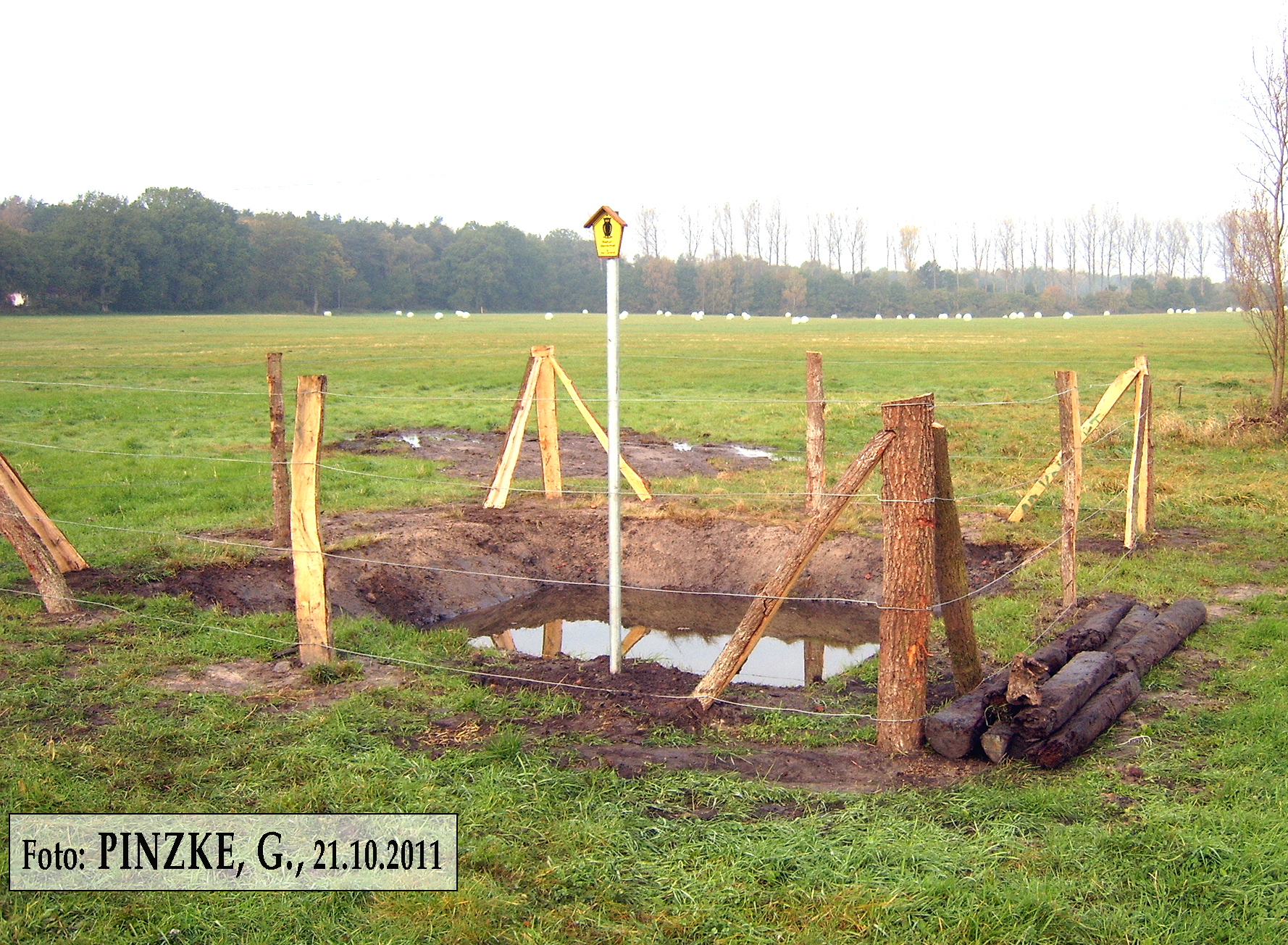
Naturdenkmal „Alte Salzquelle Conow-Sülze“

Im August 2011 veranlasste die untere Naturschutzbehörde des Landkreises Ludwigslust die Wiederherstellung des 1938 unter Schutz gestellten Naturdenkmals „Alte Salzquelle Conow-Sülze“. Das Naturdenkmal (ND) war nach 1945 durch die Sowjetarmee zugeschüttet worden. Dokumente über die Gestalt des ND von 1938 gab es keine. Bei der im September durchgeführten Suchgrabung kam ein viereckiger, von Holzwänden eingefasster Brunnen, in dem Salzwasser zu Tage trat, zum Vorschein (Wegener  2011).
Die Beprobung der Solequelle am 6. Oktober 2011 ergab einen Gehalt an Natriumchlorid von 25,02 g/l. An der Salzkonzentration der Salzquelle Conow hat sich demnach in den Jahrhunderten seit ihrer ersten Nutzung nichts geändert. Die Höhe der Zuflussrate der Solequelle ist im Archivgut nicht übermittelt. Sie ist vermutlich gering, da es in Zeiten des Salinenbetriebes wiederholt Arbeiten zur Erhöhung des Zuflusses gab. Wie hoch die sogenannte Schüttung der Salzquelle genau war und derzeit ist, ist unbekannt.